# Stereocaulon urceolatum
Stereocaulon urceolatum är en lavart som först beskrevs av Per Magnus Jørgensen och Jahns, och fick sitt nu gällande namn av Filip Högnabba. Stereocaulon urceolatum ingår i släktet Stereocaulon, och familjen Stereocaulaceae. Arten är reproducerande i Sverige.